# Ewald-gömb
A diffrakciós (más néven szórási) kristálytani méréstechnikában alkalmazott Ewald-gömb egy geometriai szerkesztés, mely segítségével szemléletes kapcsolatot teremthetünk a beeső és szórt nyalábok hullámszámvektora, a szórási szög és a reciprokrácsbeli rendek között.
Az Ewald-körök szerkesztését Paul Peter Ewald német fizikus javasolta.
Az Ewald-gömbre kétdimenziós szerkesztésben szoktak Ewald-körként is hivatkozni. Gyakori alkalmazása, hogy a röntgendiffrakciós eljárásban megtaláljuk azokat a beesési hullámszámvektorokat, melyeknél a diffrakciós képben konstruktív interferencia lép fel.

## Ewald-szerkesztés

Ewald-szerkesztés

A kristály szerkezete a ráccsal jellemezhető, a kristályrács azonos szimmetriájú pontok összességeként is felfogható. Egy diffrakciós kísérletben akkor lép fel konstruktív interferencia, ha a diffrakció során történő hullámszámvektor-változás reciproktérben rácspontról rácspontra mutat, azaz maga is reciprokrács-vektor. Azaz a konstruktív interferencia feltétele, hogy a rács reciproktérban is rácsot alkosson. Gyakori példák, a kockarács, melynek a reciprokrácsa is kockarács, illetve a lapcentrált köbös és tércentrált köbös rácsok, melyek egymás reciprokrácsai. Az Ewald-szerkesztésben azt határozhatjuk meg, hogy egy adott beeső hullámszám esetén (melynek {\displaystyle \lambda } hullámhossza adott), milyen rácssíkok (illetve a nekik reciproktérben megfeleltethető rácspontok) esetén lép fel konstruktív interferencia.
A beeső nyalábra első közelítésben síkhullámként tekintünk, melynek hullámszámvektora {\displaystyle K_{i}}, a hullámszám nagysága pedig {\displaystyle 2\pi /\lambda }. A diffraktált síkhullámot {\displaystyle K_{f}} hullámszám jellemzi. Ha a szórás rugalmas (azaz nincs energiaközlés), akkor {\displaystyle K_{f}} hossza megegyezik {\displaystyle K_{i}} hosszával. A beeső és diffraktált hullámszámok különbségvektora:{\displaystyle \Delta {K}=K_{f}-K_{i}}, melyet a szórás. {\displaystyle K_{i}} és {\displaystyle K_{f}} hossza azonos, ezért ezeket azonos talppontból ábrázolva ezek végpontja egy {\displaystyle 2\pi /\lambda } sugarú gömbre esik, mely maga az Ewald-gömb.
A reciprokrács pontjai reprezentálják a Bragg-feltételnek megfelelő rácssíkokat. A szórási vektor (azaz a beeső és a szórt kullámszám vektori különbsége) ekkor maga is reciprok rácsvektor lesz. Ez geometriailag azt jelenti, hogy ha a beeső  {\displaystyle K_{i}} hullámszám reciprokrácsbeli pontba  mutat, talppontja köré pedig megszerkesztettük az Ewald-gömböt, akkor olyan rácssíkok esetén lesz konstruktív interferencia (azaz diffrakciós jel), melyek reciprok-rácspontja éppen illeszkedik az Ewald-gömbre.

## Alkalmazás

### Kis szórási szögű határeset
Ha a diffrakciós kísérletben olyan sugárzást alkalmazunk, melynek hullámhossza jóval kisebb mint a rács karakterisztikus méretei (pl. a rácssík-távolságok), akkor az Ewald-gömb sugara igen nagy lesz a rácssíkokat reprezentáló reciproktérbeli pontok térbeli frekvenciájához képest. Ez például gyakran fellép a transzmissziós elektronmikroszkópiában, ahol az elektron hullámhossza igen kicsi az atomi méretekhez képest. Ekkor az Ewald-gömb gyakorlatilag egy egyenes, a szórás során pedig rácssíkok sora esetén fog egyszerre teljesülni a Bragg-feltétel.

## Fordítás
Ez a szócikk részben vagy egészben  az   Ewald's sphere című angol Wikipédia-szócikk ezen változatának fordításán alapul.  Az eredeti cikk szerkesztőit annak laptörténete sorolja fel. Ez a jelzés csupán a megfogalmazás eredetét és a szerzői jogokat jelzi, nem szolgál a cikkben szereplő információk forrásmegjelöléseként.